# Klec (film, 2019)
Klec je český televizní film – komorní psychothriller režiséra Jiřího Stracha dle scénáře Marka Epsteina.

## Výroba
Film se natáčel na podzim 2018 a měl pracovní název Cvrček.

## Obsah
Film je o ztraceném mladíkovi, který navštíví důvěřivou seniorku a představí se jako její vzdálený příbuzný, který chce obnovit zpřetrhané rodinné vazby. Stará paní pocítí štěstí, dokud nepochopí, že dotyčný lže. Hlavní děj filmu potom líčí jeho počínání, když chce paní okrást v jejím vlastním domě, který se nakonec mění v past. Byt je totiž dokonale zabezpečen mřížemi a zabezpečenými dveřmi. Nakonec mladík získá starou paní do světlíku zahozené klíče a přesvědčený, že z bytu konečně unikne, starou paní zabije. Starý zámek bezpečnostních dveří ale bohužel nefunguje, jak by měl, a vrah se lapí do pasti tím, že v něm při neumělém odemykání zlomí klíč.

## Recenze
- Mirka Spáčilová, iDNES.cz [2]